# Asplenium wacketii
Asplenium wacketii är en svartbräkenväxtart som beskrevs av Eduard Rosenstock. Asplenium wacketii ingår i släktet Asplenium och familjen Aspleniaceae. Inga underarter finns listade.